# Iván Serrano
Iván Serrano García (Avilés, 7 de enero de 2001) es un futbolista español que juega como defensa en el Club Deportivo Teruel de la Segunda Federación.

## Trayectoria
Nacido en Asturias, en el concejo de Avilés, se empezó a formar en el fútbol base, en los equipos locales del Club Deportivo Los Campos, Grupo Deportivo Bosco y el Club Deportivo Quirinal, antes de unirse a la cantera del Real Oviedo en 2015. El 24 de agosto de 2019 ficha por el Real Betis Balompié para militar en su juvenil.
En 2020 se incorpora al Burgos Club de Fútbol para jugar en su filial, que competía en Tercera División. Disputa el primer encuentro el 1 de noviembre, en una derrota por 0-2 frente al Real Ávila Club de Fútbol. El 2 de mayo de 2021 debuta con el primer equipo en la Segunda División B, empezando como titular en una derrota por 0-1 frente al Unionistas de Salamanca Club de Fútbol. Al finalizar la temporada tanto el primer equipo como el filial promocionan de categoría a la Segunda División y a la Segunda División RFEF respectivamente.
Iván disputa su primer partido en la Copa del Rey como titular con el primer equipo el 14 de diciembre de 2021, en un encuentro que acabaría en derrota por 2-0 frente al Real Zaragoza en el feudo zaragocista de La Romareda.
El 23 de agosto de 2022, se hace oficial su cesión hasta final de temporada, al Linares Deportivo del grupo I de la Primera Federación. Tras disputar la primera vuelta con el club azulillo, con un total de quince participaciones en liga y una en Copa del Rey, cinco de ellos como titular y realizando solamente dos partidos completos. El Linares Deportivo comunica el 5 de enero de 2023 el fin de la cesión, de mutuo acuerdo, del jugador y por tanto su retorno al club burgalés. Ese mismo día el Burgos C. F. anuncia la desvinculación total del jugador con el club castellano, que queda libre para poder fichar por otro equipo.
Al día siguiente, 6 de enero de 2023, el club representativo de su ciudad natal, el Real Avilés C. F., hace oficial su fichaje hasta junio de 2024 con opción a una temporada más. Tras renovar por esa campaña más, no llega a iniciarla, ya que el club rescinde su contrato el 15 de agosto. Y a las pocas horas el C. D. Teruel, también de la Segunda Federación, confirma su fichaje para la temporada 2024-25.

## Clubes
| Club                  | País   | Año       |
| --------------------- | ------ | --------- |
| Burgos C. F. Promesas | España | 2020-2022 |
| Linares Deportivo     | España | 2022-2023 |
| Real Avilés C. F.     | España | 2023-2024 |
| C. D. Teruel          | España | 2024-     |